# Barumini
Barumini est une commune italienne d'environ 1 300 habitants, située dans la province du Sud-Sardaigne, dans la région Sardaigne. La commune accueille sur son territoire le Su Nuraxi, l'un des complexes nuragiques les plus importants de l'île, classé en 1996 au Patrimoine mondial de l'humanité de l'UNESCO.

## Géographie
Barumini est située à 15 kilomètres au nord-est de Sanluri et à 50 km au nord de Cagliari.

### Communes limitrophes
Les communes attenantes à Barumini sont : Gergei, Gesturi, Las Plassas, Tuili, Villanovafranca.

## Histoire
La présence antique d'un important centre de peuplement de la civilisation nuragique est marqué par le complexe mégalithique de Su Nuraxi datant du XVIIe siècle av. J.-C. dans la sous-région intitulée Marmilla.
Le territoire a subi ensuite la domination punique et romaine.
Au Moyen Âge, Barumini appartient au Judicat d'Arborée à la suite de la bataille de Sanluri, elle passe sous domination du Royaume d'Aragon en 1409.
En 1541, Barumini fut incorporé à la Baronnie de Las Plassas, donnée comme fief à Azore Zapata. Il fut racheté aux Zapatas en 1839.

## Culture

### Patrimoine architectural
- Le complexe nuraghique de Su Nuraxi.
- L'église médiévale San Giovanni datant du XIIIe siècle.
- Le palazzo Zapata datant du XVIIe siècle.

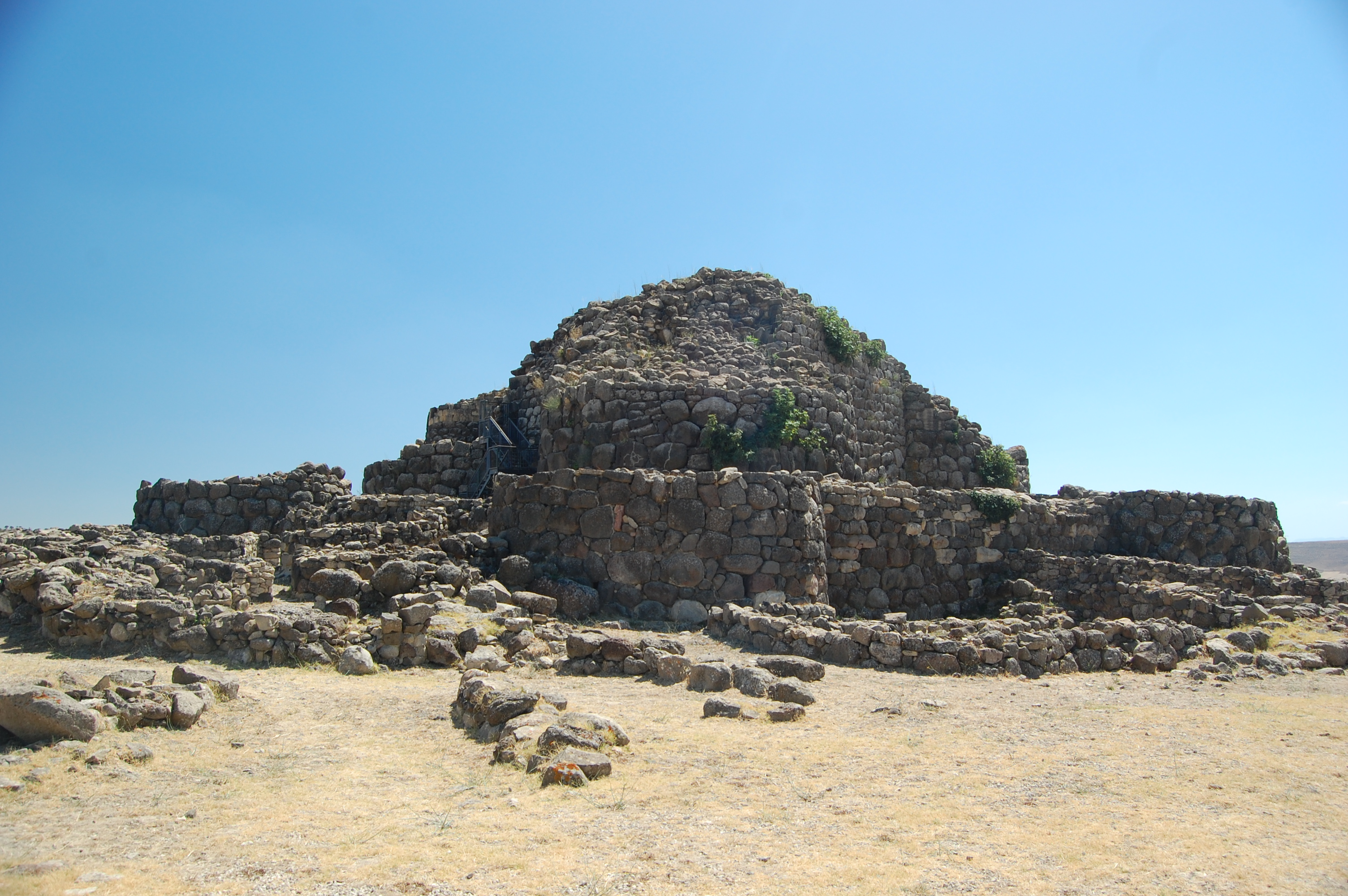
Le complexe nuraghique de Su Nuraxi
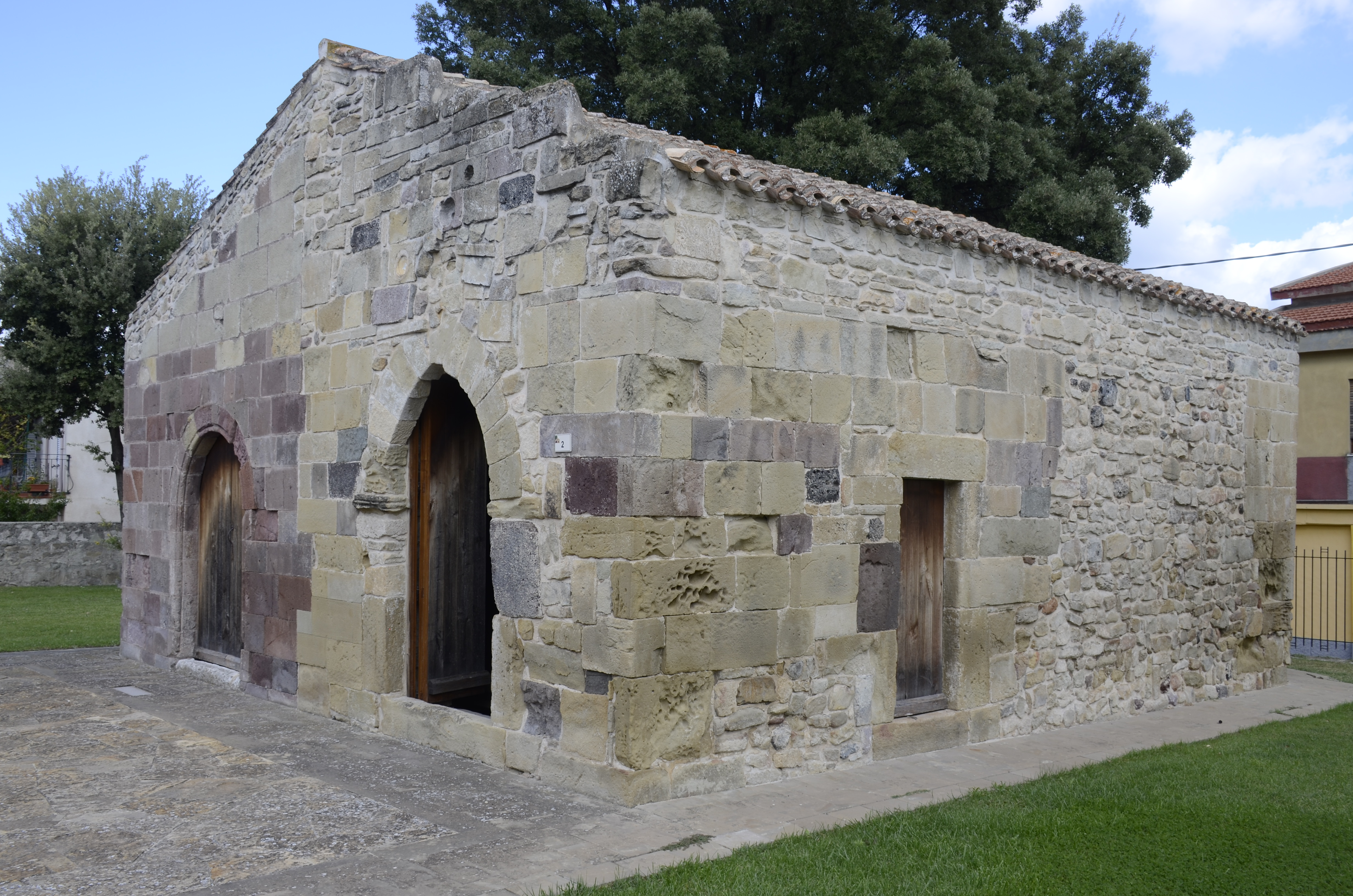
Église San Giovanni
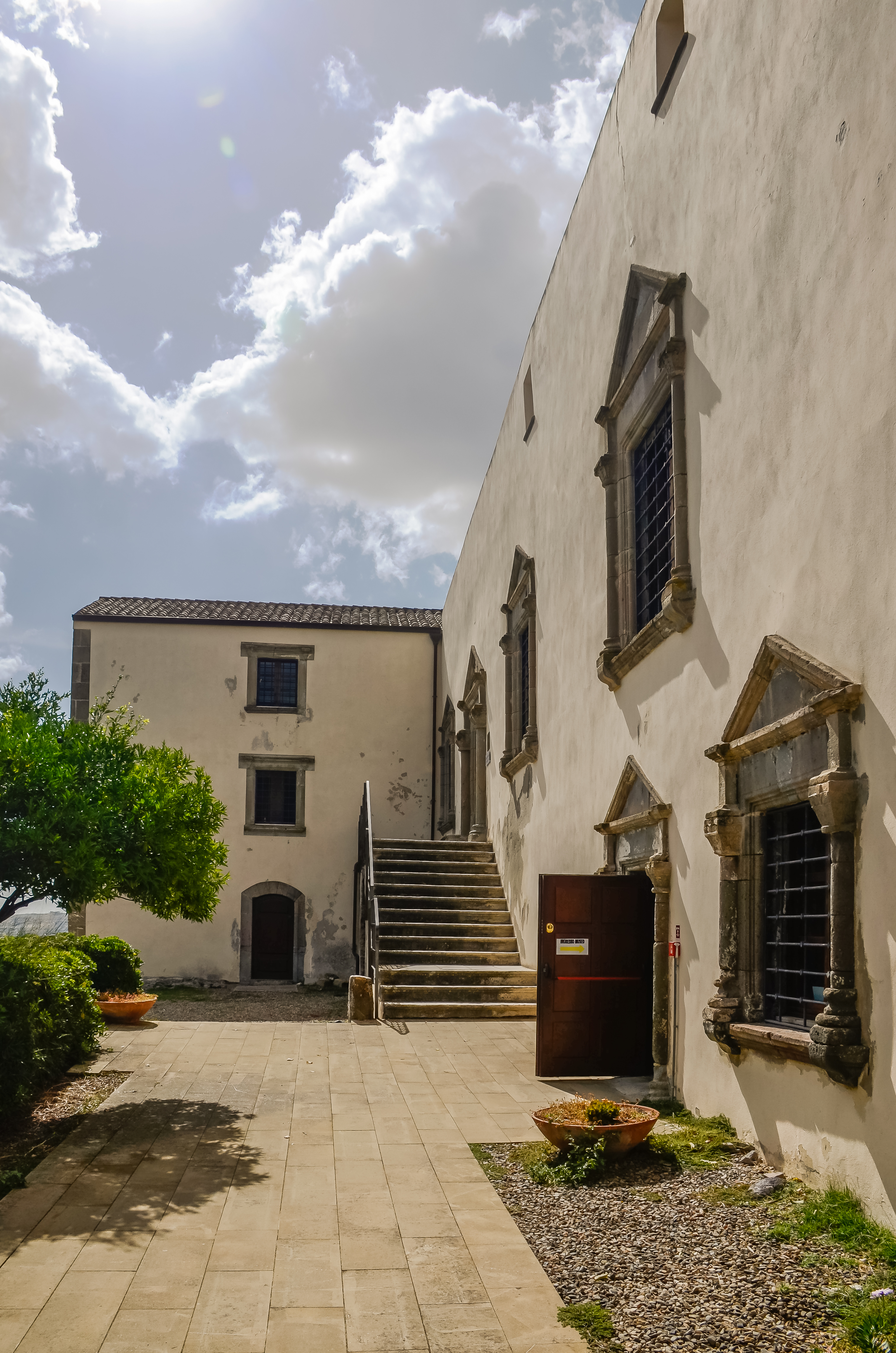
Façade extérieure du Palazzo Zapata
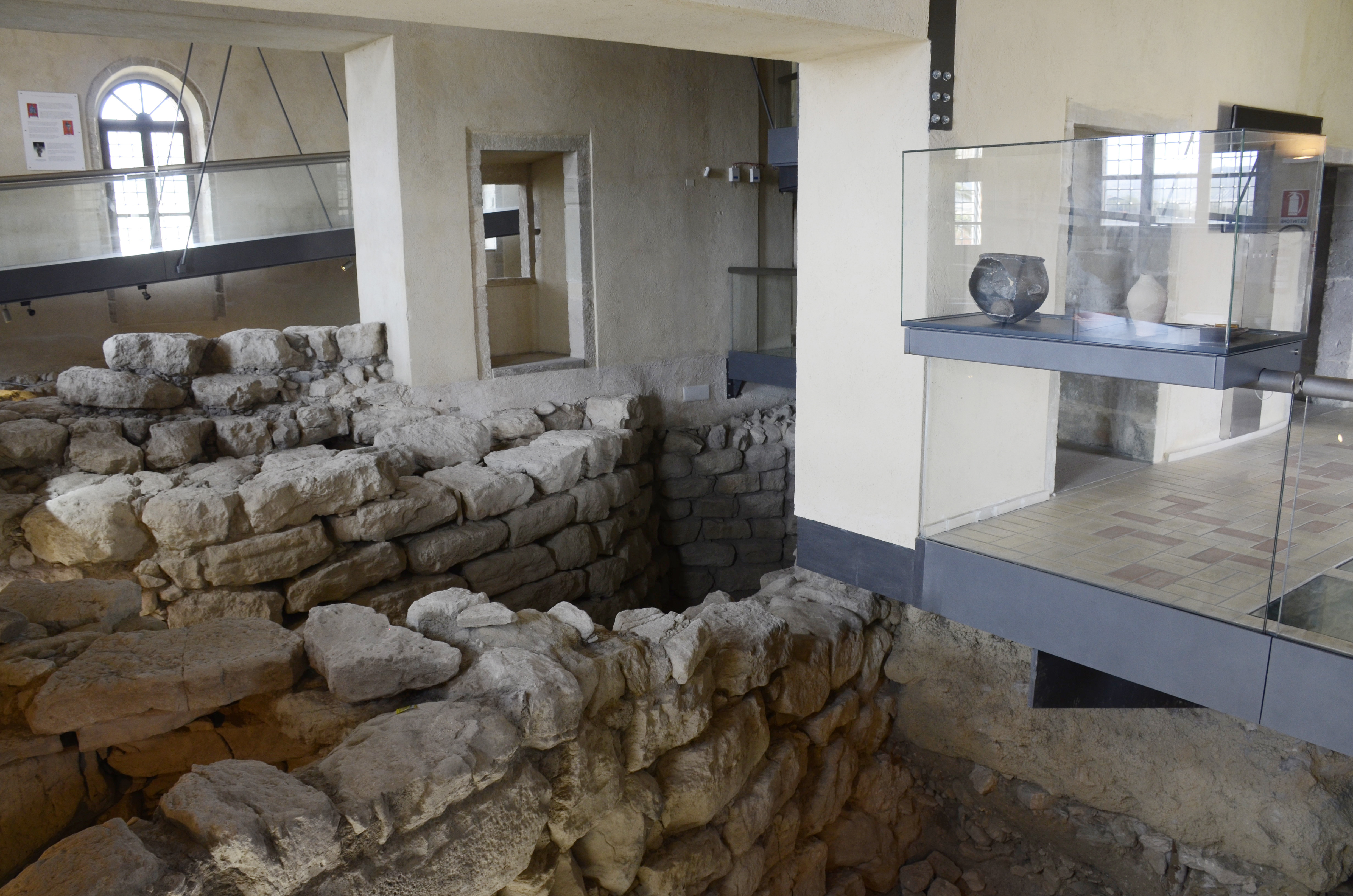
Intérieur du Palazzo Zapata;

### Palazzo Zapata et Su Nuraxi'e Cresia
Dans le centre historique de Barumini on peut admirer le palazzo Zapata, ancien siège que les Marquis, au début du XVIIe siècle, firent construire sur le point le plus haut du village.
Lors de récents travaux de restauration du palais, l'on a découvert que le palais Zapata fut édifié sur les restes bien conservés d'une implantation nuragique que l'archéologue Giovanni Lilliu, parce que situé tout près de l'église paroissiale, a dénommé Nuraxi 'e Cresia (Nuraghe de l'Église).
Grâce au projet de restauration architectonique, lequel a eu un impact scénographique notable, élaboré par l'architecte Pietro Reali, tant le palais du marquis que le nuraghe en dessous, opportunément excavé, sont devenus le siège d'un Musée Maison Zapata (subdivisé en sections archéologie, histoire et ethnographie) inauguré le 29 juillet 2006.

## Administration
| Période                                  | Période     | Identité        | Étiquette     | Qualité |
| ---------------------------------------- | ----------- | --------------- | ------------- | ------- |
| 2005                                     | 2010        | Emanuele Lilliu |               |         |
| 31 mai 2010                              | 30 mai 2015 | Emanuele Lilliu | Liste civique |         |
| 31 mai 2015                              | En cours    | Emanuele Lilliu | Liste civique |         |
| Les données manquantes sont à compléter. |             |                 |               |         |

### Évolution démographique
Habitants recensés

## Personnalité liée à la commune
- L'archéologue et politicien Giovanni Lilliu (1914-2012) est né à Barumini